# Schreineria townesorum
Schreineria townesorum là một loài tò vò trong họ Ichneumonidae.